# Kot egzotyczny
Kot egzotyczny, kot egzotyczny krótkowłosy (potocznie egzotyk) – współczesna, sztucznie wyhodowana rasa kota pochodząca ze Stanów Zjednoczonych, powstała przez skrzyżowanie amerykańskiego kota krótkowłosego z kotem perskim. Fikcyjnym przedstawicielem tej rasy jest Garfield – bohater wielu komiksów i filmów animowanych.

## Historia

### Pochodzenie rasy
Początki tej rasy przypadają na wczesne lata 60. XX wieku, kiedy hodowcy amerykańskich kotów krótkowłosych, chcąc otrzymać osobniki o srebrzystej barwie z zielonymi oczami, zaczęli je krzyżować z kotami perskimi. Efektem tego były mioty, w których kocięta wyglądem coraz mniej przypominały przedstawicieli wyjściowej rasy, co stanowiło zagrożenie dla amerykańskich kotów krótkowłosych. Jednocześnie część hodowców dostrzegała potencjał w otrzymanej hybrydzie, dlatego też w 1966 roku, za sprawą Jane Martinke, sędzi w The Cat Fanciers’ Association (CFA), mieszańce te stały się odrębną rasą, natomiast rok później CFA nadało im status championa.

### Geneza nazwy
Początkowo koty te nazywano „sterling” (ang. sterling silver – srebro wysokiej próby), co nawiązywało do ich srebrzystego ubarwienia. Dopiero po pewnym czasie, chcąc umożliwić hodowlę innych odmian kolorystycznych, zmieniono nazwę na „egzotyczne krótkowłose”.

### Dalszy rozwój rasy
Po oficjalnym uznaniu kotów egzotycznych stworzono standard tej rasy, który od wzorca kotów perskich odróżniał się kwestią długości sierści oraz zniesieniem wymogu obecności stopu (widocznego załamania u nasady nosa). Z czasem do puli genowej egzotyków hodowcy zaczęli wprowadzać inne rasy, takie jak rosyjski kot niebieski czy kot burmski, w celu utrwalenia genu krótkiego włosa. Jednocześnie osobniki pochodzące z takich krzyżówek ponownie rozmnażano z persami, aby zachować charakterystyczne cechy budowy ciała. W 1973 roku do standardu kota egzotycznego wprowadzono wymóg obecności stopu, co przyczyniło się do ujednolicenia ich wzorca z tym, który odpowiadał kotom perskim, a jedyną różnicą pomiędzy tymi rasami stała się długość futra. Do 1987 roku istniała możliwość krzyżowania egzotyków z amerykańskim kotem krótkowłosym, jednak później zostało to zakazane i obecnie można je rozmnażać tylko z kotami perskimi. Do dziś w miotach kotów egzotycznych trafiają się kocięta o długiej sierści.
W historię hodowli kotów egzotycznych znacząco wpisały się panie Doris Walkingstick (z hodowli Grayfire), która była właścicielką pierwszego championa tej rasy, oraz Carolyn Bussey (z hodowli New Dawn), która za sprawą krzyżówek egzotyków z kotami burmskimi doczekała się 24 championów.
Do Europy kot egzotyczny krótkowłosy dotarł w latach 80. XX wieku.

## Wygląd
Budowa ogólnaKot egzotyczny waży od 3 do 6 kg, jest zaliczany do kotów średnich lub dużych. Charakteryzuje się przysadzistą budową i masywnym tułowiem, jego ciało jest mocne i zwarte. Ma szeroką, dobrze zbudowaną klatkę piersiową oraz prosty grzbiet.
GłowaZaokrąglona, szeroka i masywna, osadzona na grubej szyi. Charakteryzuje ją bardzo krótki i szeroki nos, pełne policzki, a także zagłębienie u nasady nosa (tzw. stop) tworzące linię prostą z czołem i podbródkiem.
UszyNiewielkie, zaokrąglone przy końcach, nisko osadzone i szerokie.
OczyDuże, szeroko rozstawione, okrągłe i wypukłe. Ich kolor zależny jest od umaszczenia kota.
NogiKrótkie i grube, zakończone dużymi zaokrąglonymi łapami. Pożądane są kępki włosów pomiędzy palcami.
OgonKrótki, mocny i proporcjonalny w stosunku do ciała.
Futro i umaszczenieSierść jest gęsta, krótka i powinna odstawać od ciała, może przybierać wszystkie odcienie dozwolone u kota perskiego.

## Charakter i zdrowie
Pod względem charakteru koty egzotyczne krótkowłose porównywane są do kotów perskich. Cechują się spokojnym usposobieniem, są delikatne, uczuciowe i silnie przywiązują się do właściciela. Przedstawiciele tej rasy łatwo adaptują się zarówno do nowego otoczenia, jak i innych zwierząt w domu. Z natury są ciche, chcąc zwrócić na siebie uwagę najczęściej wybierają cierpliwe wyczekiwanie, choć czasem również delikatnie miauczą. Kocury są bardziej skłonne do zabaw i aktywności niż kotki, które z kolei sprawiają wrażenie zdystansowanych.
Ze względu na swoje usposobienie egzotyki są jedną z najczęściej wykorzystywanych ras do felinoterapii.
Kształt pyszczka sprawia, że szczególną uwagę w ich pielęgnacji należy zwracać na oczy, które narażone są na infekcje i łzawienie, oraz na płaski nos, który może powodować problemy z oddychaniem.